# South Baddesley
Pour les articles homonymes, voir Baddesley.
South Baddesley est un petit village situé dans la paroisse civile de Boldre, dans le New Forest, parc national du comté de Hampshire, en Angleterre. 
Il se trouve à 3,7 km au nord-est de Lymington, la ville la plus proche.

## L'arbre gémissant de Baddesley
Dans ses « Remarques sur les sites forestiers » ((en) Remarks on Forest Scenery), publié en 1791, l'auteur local William Gilpin raconte l'histoire de l'« arbre à gémissements » de Badesly ". Il explique comment, vers 1750, un villageois de South Baddesley entendait souvent derrière sa maison un son de « personnage agonisant ».
Il a finalement découvert que le bruit émanait d’un orme (arbre). En l'espace de quelques semaines, la renommée de l'arbre était telle que les gens venaient de loin pour l'écouter, notamment Frederick, prince de Galles et la  princesse Augusta. 
De nombreuses explications ont été proposées, à la fois naturelles et surnaturelles, mais aucune raison adéquate n’a pu être trouvée. Le gémissement a continué, par intermittence, pendant « dix-huit ou vingt mois », jusqu’à ce que le propriétaire décide de percer un trou dans le tronc dans le but de découvrir la cause. L'arbre n'a plus jamais gémi et finalement il a été délibérément déraciné, mais rien d'inhabituel n'a été trouvé.

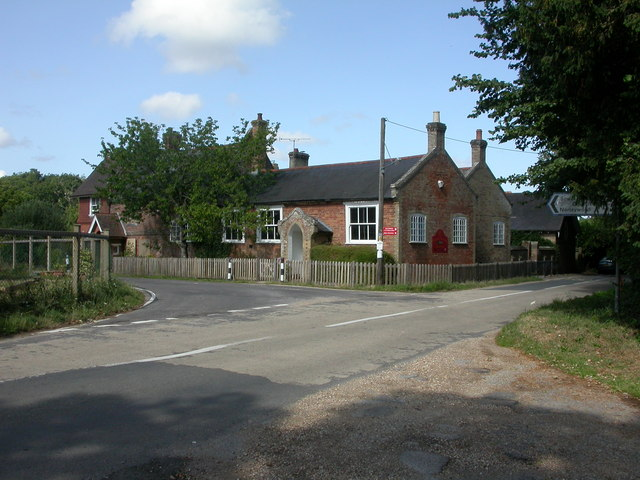
L'école primaire.